# Elecciones generales de Costa Rica de 1949
En 1949 se convoca para el 2 de octubre a elecciones anticipadas para elegir diputados a la Asamblea Legislativa, regidores municipales y vicepresidentes de la República. Esto último por cuanto el presidente Otilio Ulate Blanco, a quien la Junta Fundadora de la Segunda República había acordado entregar el poder el 8 de noviembre fue elegido de acuerdo a lo establecido en la Constitución de 1871 que no tenía la figura de vicepresidente, sino de “designado a la Presidencia” que era electo por el Congreso.
Así mismo se planteó la necesidad de que existiera un Parlamento que fungiera entre el 8 de noviembre de 1949 y el 31 de octubre de 1953. En diciembre de 1948 se había convocado elecciones para la Asamblea Constituyente. 
Así, la Asamblea Constituyente emitió un decreto de ley que convocaba a elecciones en el que se estableció, entre otras cosas, que la organización y supervisión de las mismas correspondería al recién fundado Tribunal Supremo de Elecciones, no podrían ser candidatos el presidente en funciones ni los ministros de gobierno, la Asamblea estaría compuesta por 45 diputados propietarios y un suplente por cada tres propietarios, y no podrían ser candidatos a vicepresidente quien hubiese ejercido el cargo ocho años antes de la elección.
La prohibición de que ministros de gobierno y presidente en funciones fueran candidatos a vicepresidente o diputados fue vista como una forma de frenar las aspiraciones de José Figueres, presidente de facto del país, así como de sus ministros. Ello causó no poca polémica y manifestaciones públicas de oposición por parte de Figueres mismo, quien había anunciado su candidatura a Vicepresidente en la Asamblea Nacional del Partido Social Demócrata.
El Comité Ejecutivo del Partido Unión Nacional, que tenía mayoría en la Asamblea, sugirió establecer un transitorio que eximiera la norma por una sola vez, pero no recibió el respaldo de la mayoría de sus diputados, hablando en contra de ello por ejemplo Luis Dobles Segreda y Otón Acosta. Mientras que los diputados socialdemócratas como Luis Alberto Monge y Fernando Volio Sancho defienden el derecho de Figueres a ser candidato. Finalmente la prohibición se mantiene. Sólo el Partido Unión Nacional presenta candidatos vicepresidenciales siendo estos Alberto Oreamuno Flores y Alfredo Volio Mata, reciben 69228 votos.
Las votaciones para diputados son más activas, si bien ni el calderonismo ni el comunismo pueden participar al encontrarse virtualmente proscritos y con sus líderes en el exilio haciendo llamados al abstencionismo. Aun así votan para diputados 77856 personas. El Partido Unión Nacional es el gran vencedor, como se esperaba —y que contó además con la participación activa de Ulate en la campaña— obteniendo resultados similares a los de las elecciones constiuyentes; de 45 diputados, 35 son del PUN, el Partido Constitucional obtiene 6, el Social Demócrata incluso reduce su bancada teniendo 3 (había tenido 4 en la Constituyente), el Partido Demócrata Cortesista de San José obtiene uno y el Partido Demócrata Cortesista de Alajuela elige otro. El Partido Unión Cartaginesa no obtiene ninguno. Los diputados suplentes son 12 ulatistas, 3 constitucionalistas, 2 socialdemócratas y 1 demócrata.